# Schönung
Eine Schönung (französisch Collage) soll bei der Wein- und Bierherstellung der Klärung und biochemischen Stabilisierung eines Weines oder Bieres dienen. Mit der Schönung wird durch das Ausfällen winziger Schwebeteilchen der späteren Bildung von Trübungen und Schleiern vorgebeugt. Dadurch sollen die Produkte unterschiedlichen Lager-, Transport- und Temperaturbedingungen standhalten können und anschließend noch längere Zeit stabil und haltbar sein.

## Sinn und Zweck
In der Weinlösung sind kolloidale Substanzen vorhanden: Polysaccharide, Polypeptide (Eiweiße) und kondensierte polyphenolische Verbindungen. Diese sind instabil; schon geringste Schwankungen in der Lösung, beispielsweise der Temperatur, des pH-Wertes oder der Konzentration können unerwünschte Trübungen verursachen. Durch Schönung werden in erster Linie im Stadium des Feintrübs Moleküle in der Kolloidgröße von 1 bis 100 nm entfernt. Es werden Mittel eingesetzt, die den Feintrüb elektrostatisch an sich binden und im Gärbehälter absinken lassen.
Bei fehlerhaften Weinen bzw. anderen Getränken können, innerhalb des weingesetzlichen Rahmens, Schönungsmittel zur Verringerung oder Beseitigung von Fehlgerüchen oder -tönen angewendet werden. Schönungsmittel können auch anstelle oder zur Verbesserung von Filtern oder der Separatorenleistung zur Klärung eingesetzt werden.
Die Anwendung von Weinschönungs- bzw. -behandlungsmitteln erfordert eine vorhergehende Weinuntersuchung; werden Schönungsmittel bei der Weinbereitung eingesetzt, ist die Menge ihrer Verwendung und der Zeitpunkt der Durchführung in einem Kellerbuch einzutragen.
Heute werden noch zwei Arten von Schönungsmitteln verwendet: pulverförmige Fest- oder Mineralstoffe und komplexe organische Verbindungen.

## Rechtsgrundlage und eingeschränkte Verwendung
Eine Schönung wird mit einem Schönungsmittel durchgeführt. Dies ist kein Zusatzstoff, sondern ein Verarbeitungshilfsstoff, das dem Wein beigegeben wird, um kolloide Stoffe aus ihm an sich zu binden und anschließend mit diesen wieder aus dem Wein entfernt zu werden. Ein wesentliches Ziel der Schönung ist es dabei, keine Rückstände des Schönungsmittels im Wein zu hinterlassen: In der EU müssen die zugelassenen Schönungsmittel daher die weingesetzlich festgelegten Reinheitsanforderungen erfüllen. Die Zulassung der verschiedenen Schönungsmittel wird innerhalb der EU in den Weinbau betreibenden Ländern sowohl vom jeweiligen nationalen Weingesetz als auch durch die betreffenden EU-Verordnungen geregelt. Wenn Weine mit den eiweißhaltigen Schönungsmitteln Kasein oder Ovalbumin geschönt werden, muss dies in der EU auf dem Weinetikett angegeben werden. Dies gilt mit einer Übergangsfrist für bestehende Weinbestände ab 1. Juli 2012.
In einigen außereuropäischen Ländern (z. B. Australien) wurden Winzer ebenfalls verpflichtet, Hinweise wie „Produced with the aid of fish products“ bzw. „egg products“ auf den Weinetiketten anzugeben.

## Anwendung in der Praxis
Beim Gebrauch von Schönungsmitteln gibt es keine Unterschiede bezüglich der weinbaulichen Produktionsmethoden (Integrierter Weinbau, Biologischer Weinbau) für die Weinbehandlung. Im ökologischen Weinbau ist jedoch die Blauschönung untersagt, die aber allgemein im Weinbau nicht mehr angewendet wird. Die Unterschiede zwischen den verschiedenen Produktionsmethoden beziehen sich vor allem auf weinbauliche Maßnahmen (Düngung, Pflanzenschutz etc.) im Weingarten.
Eine Weinschönung bedeutet immer auch eine gewisse Strapaze für den Wein. Deswegen versuchen viele Winzer und Önologen bei der Weinherstellung die Weinschönung zu reduzieren oder ganz zu vermeiden, indem bereits der Most geklärt wird, da dies schonender für den Eigengeschmack des Weins ist.
Ungeschönte Weine sind anfällig für Eiweißtrübung, die eine optische Beeinträchtigung darstellt.
Naturtrübe Weine, insbesondere Weißweine, werden im Gegensatz zu Obstsäften allerdings von der Mehrheit der Verbraucher nicht angenommen.
Die Kunst der Schönung besteht in der Kellerwirtschaft deshalb darin, eine Balance zu finden zwischen möglichst geringer Belastung des Weins und notwendiger Trübstoffbeseitigung.
Deswegen wird die Schönung nach dem kellerwirtschaftlichen Gebot der Guten Herstellungs- oder Guten Kellerpraxis gehandhabt.
Ungeschönte Weine werden vereinzelt im Premiumweinsegment vermarktet. Solche Weine werden durch einen sehr langen Ausbau geklärt und stabilisiert. Der längere Ausbau ist jedoch ein erheblicher Kostenfaktor, weshalb dieses Verfahren nicht im Bereich der Konsumweine angewendet wird. Zudem bleibt immer das Restrisiko einer Nachgärung oder Trübung, das nur wenige Hersteller, Verbraucher und Vermarkter bereit bzw. in der Lage sind, zu tragen.

## Fest-, Mineralstoffe

### Aktivkohle
Aktivkohle ist ein natürliches Schönungsmittel mit sehr großer Oberflächenwirkung, das heißt, sie kann auf der großen und entsprechend strukturierten Oberfläche ihrer Moleküle viele andere Stoffe binden. Sie kann somit unerwünschte Fehlgeschmäcke und Hochfarbigkeit verringern. Dabei wirkt sie unspezifisch und hat eine stark geschmacksverringernde und auch entfärbende Wirkung. Aus diesem Grund wird sie meist im Moststadium und sehr vorsichtig angewendet.

### Bentonit
Zur Entfernung thermolabiler Eiweiße aus Getränken werden Bentonite eingesetzt.
Diese Tonminerale bestehen aus Calcium-, Natrium- und Aluminiumsilikaten, die sich gegenüber den im Wein gelösten Eiweißen durch eine hohe Adsorptionskapazität auszeichnen. Gleichzeitig werden unerwünschte, während der Gärung durch Bakterien gebildete, biogene Amine wie Histamin und Tyramin entfernt, denen die Verursachung von Allergien, Kopfschmerzen oder sogar Migräne zugeschrieben werden.

### Blauschönung
Die Blauschönung (auch Möslingerschönung – benannt nach den Weinchemiker Möslinger) dient der Entfernung von Metallen wie Eisen, Kupfer und Zink oder anderen, gesundheitsschädlichen Schwermetallen. Erhöhte Metallgehalte können die Ursache von Trübungen und der Oxidationsneigung im Wein sein. Kupfer als ein Spurenelement ist bei allen Pflanzen und daher in geringsten Mengen auch im Most und Wein enthalten. Dem Wein wird Kaliumhexacyanidoferrat(II) zugesetzt, das vorhandenes Eisen zunächst in lösliches Berliner Blau überführt und dann in unlösliches Berliner Blau. Innerhalb von ein bis drei Wochen entsteht dieser sogenannte „Blautrub“ und setzt sich ab. Eine Blauschönung darf nur nach einer vorhergehenden Weinuntersuchung berechtigter Personen durchgeführt werden. Der Wein muss auch nach der Durchführung nochmals untersucht werden. Es besteht – insbesondere im stark sauren pH-Bereich und bei unsachgemäßer Durchführung – die Gefahr der Entstehung hochgiftiger Blausäure aus dem Kaliumhexacyanidoferrat(II). Heute ist eine Blauschönung in den seltensten Fällen notwendig, da mit der heutigen kellertechnischen Ausstattung Eisen- und Kupfertrübungen ausgeschlossen werden. Eine Verunreinigung des Weines mit Eisen oder Messing wird verhindert durch die Verwendung von rostfreiem Stahl. Kupferionen können aus Pflanzenschutzmitteleinsatz resultieren, der im integrierten Weinbau, ökologischen Weinbau oder in der biologisch-dynamischen Landwirtschaft durch Minimierung der zugelassenen Mittelmenge reduziert wird. Bei unsachgemäßen Einsatz und Nichteinhaltung der Wartezeit von kupferhaltigen Pflanzenschutzmitteln kann es zu höheren Kupfergehalten kommen. Zinkhaltige Pflanzenschutzmittel wie Zineb und Ziram sind in Deutschland und Österreich für den Einsatz im Weinbau nicht mehr zugelassen.

### Kieselsol/Gelatineschönung
Kieselsol hat vor Jahrzehnten den Einsatz von Tanninen ersetzt. Es handelt sich dabei um kolloidale Siliziumdioxidpartikel (Kieselsäure), sie dienen der Klärschönung. Die Anwendung von Kieselsol wird oft mit Gelatine kombiniert.

### Kupfercitrat
Kupfercitrat, eine Kupferverbindung mit höherem Reinkupfergehalt, wird in der Önologie zur Behandlung des Weinfehlers „Böckser“ – ein Geruchs- und Aromafehler – verwendet.

### Kupfersulfat
Bei böckserartigen Fehltönen kann Kupfersulfat den in der Flüssigkeit enthaltenen Schwefelwasserstoff und andere schwefelhaltige Aromakomponenten chemisch binden. Ein durch die Schwefelverbindungen eventuell vorhandener Geruch des Weines nach faulen Eiern kann damit behoben werden.
Gesetzliche Höchstmenge 1g/hl

### Silberchlorid
Silberchlorid  wird zur Beseitigung der Weinfehler Böckser und Käseln verwendet. In Österreich ist (nachdem es ab 1964 erlaubt wurde) die Verwendung seit dem Jahre 2001 verboten.

## Organische Verbindungen

### Eiweißhaltige Schönungsmittel
Dazu gehören neben der Speisegelatine die Hausenblase, das Kasein (Milchinhaltsstoff) und das Eiklar. Sie sind in der Lage, Gerbstoffe zu binden. Bei sehr gerbstoffreichen Weinen werden die Weine nach erfolgreicher Anwendung runder und samtiger.

#### Eiklar
Eiklar/Hühnereiweiß (Albumin) kann für die Harmonisierung von Rotweinen eingesetzt werden. Es ist eines der ältesten Schönungsmittel überhaupt. Die Behandlung mit Hühnereiweiß hat eine deutliche
Reduzierung der Anthocyangruppen zur Folge.
Die unterschiedliche natürliche Zusammensetzung des Hühnereiweißes im Vergleich mit anderen eiweißhaltigen Behandlungsmitteln ist die Ursache für Unterschiede im Adsorptions- und Präzipitationsverhalten im Rotwein.
Die Ernährung des legenden Huhns beeinflusst die Inhaltsstoffe des Eis drastisch.

#### Hausenblase
Dieses Klärschönungsmittel stammt von getrockneten Fischblasen von Hausen, Stören oder Wels. Die Hausenblase wird in Form von Blättern, als Paste oder Pulver angeboten. Sie wurde früher zwecks besserer Filtrierbarkeit vor der Filtration angewendet. Zu einem hier ebenfalls umstrittenen potentiellen Allergierisiko siehe Artikel Hausenblase.

#### Kasein
Das Eiweißpräparat Kasein wird aus Magermilch gewonnen und reagiert im Wein mit Gerbstoffen, leider auch stark mit Farbstoffen. Die Hochfärbigkeit bei Weißwein und der Braunstich bei Rotwein können behandelt werden.

#### Speisegelatine
Gelatine ist ein aus 84–90 % Eiweiß, 2–4 % Mineralstoffen und Wasser bestehendes Präparat, das aus Tierknochen und -knorpeln (in Deutschland zu 90 % vom Schwein und zu 10 % vom Rind) gewonnen wird; auch ihre Verwendung fällt wie die von Kieselsol unter den Begriff Klärschönung. Wegen der BSE-Problematik werden seit 2004 zunehmend pflanzliche, eiweißhaltige Klärmittel – etwa aus Weizen – entwickelt und eingesetzt, um die tierische Gelatine zu ersetzen. Bis ins 19. Jahrhundert wurde eine durch längeres Kochen aus geraspeltem Hirschhorn (Cornu cervi raspatum) gewonnene Gallerte zum Klären von Getränken benutzt. Mit der Erkenntnis, dass es sich bei der wirksamen Substanz letztendlich um Gelatine handelt, wurde das Verfahren im Laufe der Zeit zugunsten kostengünstigerer Alternativen aufgegeben.

#### Deklaration auf dem Weinetikett
Bei Weinen, die mit eiweißhaltigen Schönungsmitteln behandelt wurden, die Kasein und Ovalbumin enthalten, muss dies ab 1. Juli 2012 auf dem Weinetikett ausgewiesen werden. Dabei gibt es eine Übergangsfrist für bestehende Weinbestände. Die neue weinrechtliche Richtlinie wurde am 22. Dezember 2010 von der EU-Kommission bestätigt. Mit der neuen Deklarierungspflicht sollen Milch- und Ei-Allergiker über potentielle Allergene informiert werden.
Dies gilt mit einer Übergangsfrist für bestehende Weinbestände ab 1. Juli 2012
Allergierisiko
Ausnahmen zur Lebensmittelkennzeichnungspflicht sind am 25. November 2007 ausgelaufen. Potentielle Allergene müssen seither als verpflichtende Angabe ausgewiesen werden. Nach Aussagen von Allergologen gibt es jedoch keine eindeutige Risikoabschätzung in diesem Punkt. Im Gegensatz zu Albumin oder Lysozym bei der Weinherstellung sind Hausenblase oder Fischgelatine als Klärhilfsmittel von Wein oder Bier jedoch unbefristet von der Deklarationspflicht freigestellt.

### Chitinderivate
Chitin ist ein in der Natur sehr verbreitetes Homoglykan. Zum Beispiel ist es in der Zellwand von Pilzen, in der Schale von Krustentieren, im Panzer von Insekten sowie in einigen Fischen vertreten. Chitin ist ein Polymer aus N-Acetyl-D-Glucosamin und strukturell der Zellulose sehr ähnlich. Chitosane werden durch teilweise Deacetylierung aus Chitin erzeugt. Für die Weinbereitung sind nur Chitosane und Chitin-Glucane pilzlichen Ursprungs seit 2011 zugelassen. Die Verwendung von Chitosan und Chitin-Glucanen aus Pilzen wird als Schönungsmittel bei folgenden Anwendungen eingesetzt:
- Verringerung des Gehaltes an Schwermetallen, besonders Eisen, Blei, Cadmium und Kupfer.
- Vermeidung von Kupfer und Eisentrübungen
- Schadstoffverringerung wie Ochratoxin A
- Verringerung der Population (Keimzahlverringerung) nicht erwünschter Mikroorganismen, insbesondere von Brettanomyces
- Vorklärung und Klären von Mosten zu erleichtern
- Vorbeugende Behandlung gegen Eiweißtrübungen.[26]

### Gummi arabicum
Gummi arabicum ist ein natürliches Polysaccharid aus dem Pflanzensaft von Verek-Akazien. Es wird zur Stabilisierung benutzt. Der Zusatz von Gummi arabicum verzögert die Weinsteinkristallbildung, erbringt aber nicht eine ausreichende Schutzwirkung, wie sie Carboxymethylcellulosen aufbauen.

### Tannin
Tannine sind Gerbstoffe aus Pflanzenteilen, chemisch gesehen sind es kondensierte Proanthocyanidine. Sie werden bei Weißweinen selten zur Klärung eingesetzt. Tannine erzielen im Falle einer späteren Eiweißschönung ein optimiertes Fällungspotential der Weine. Für den Wein soll eine Verbesserung des Körpers und der Textur erzielt werden. Es werden auch Tannine angeboten, die mit Barriquegeschmack angereichert sind. Mit ihnen kann Weinen ein künstlicher Barriquegeschmack verliehen werden, was sie (scheinbar) höherwertig macht.

### PVPP
Polyvinylpolypyrrolidon (PVPP), auch Crospovidon genannt, ist vernetztes Polyvinylpyrrolidon und wird als Lebensmittelzusatzstoff (E 1202) und technischer Hilfsstoff in der Getränkewirtschaft verwendet. Als Stabilisierungsmittel bindet es unerwünschte Gerbstoffe und Polyphenole in Wein, Bier und Säften, die anschließend vollständig abgeschieden werden können.

## Hefe
Mit Weinhefe (frischem Geläger, unmittelbar nach der Gärung entnommen) kann man Altweine „auffrischen“.
Die Hefeschönung ist ein altes kellerwirtschaftliches Verfahren in der Weinbereitung. Intensiver Hefekontakt fördert zum einen die Adsorption von unerwünschten Verbindungen (Böckser), zum anderen werden geschmacklich bedeutsame Inhaltsstoffe freigesetzt und solche, die sich stabilisierend auf die weineigenen Aromen auswirken.

## Mischprodukte
Im Handel werden auch fertige Mischungen der einzelnen Schönungsmittel angeboten.